# Coupe du monde de futsal de 2012
Navigation
Brésil 2008 Colombie 2016
La Coupe du monde de futsal de 2012 est la septième édition de la Coupe du monde de futsal et se déroule en Thaïlande du 2 au 18 novembre 2012.
La compétition est remportée par le Brésil, qui est couronné pour la cinquième fois de son histoire en battant en finale l'équipe d'Espagne. L'Italie prend la troisième place.

## Organisation

### Pays hôte et salles
Le pays organisateur est choisi par le comité exécutif de la Fédération internationale de football association (FIFA) le 19 mars 2010.
La compétition a lieu du 1er au 18 novembre en Thaïlande.
La Bangkok futsal arena, spécialement construite pour l'occasion pour 40 millions de dollars (plus de 30 millions d'euros) est jugée non-conforme en cours de compétition par la FIFA. Les quatre derniers matches se déroulent donc tous dans le Indoor stadium Huamark, qui accueille déjà des matches de poules.

### Contexte
La compétition est appelée Mondial 2012 de football en salle ou futsal FIFA, car la Fédération internationale de football et l'Association mondiale de futsal (AMF) se disputent le contrôle de ce sport de salle,.

### Qualifications
Mis à part la Thaïlande, 23 équipes se qualifient pour le tournoi.
L’équipe nationale du Maroc prend part pour la première fois de son histoire à la Coupe du monde.
| Confédération                                      | Tournoi qualificatif                                                 | Qualifié(s)                                            |
| -------------------------------------------------- | -------------------------------------------------------------------- | ------------------------------------------------------ |
| AFC (Asie)                                         | Championnat d'Asie de futsal 2012                                    | Australie Japon Iran Koweit                            |
| CAF (Afrique)                                      | Éliminatoires de la zone Afrique de la Coupe du monde de futsal 2012 | Égypte Maroc Libye                                     |
| CONCACAF (Amérique du Nord, centrale, et Caraïbes) | Championnat de la CONCACAF de futsal 2012                            | Costa Rica Mexique Guatemala Panama                    |
| CONMEBOL (Amérique du Sud)                         | Copa América de futsal 2011                                          | Brésil Paraguay Argentine Colombie                     |
| OFC (Océanie)                                      | Tournoi de qualification                                             | Îles Salomon                                           |
| UEFA (Europe)                                      | Tournoi de qualification                                             | Espagne Portugal Russie Ukraine Italie Serbie Tchéquie |
| Pays hôte                                          | Pays hôte                                                            | Thaïlande                                              |

## Premier tour

### Tirage au sort
Le tirage au sort à Bangkok.
Le groupe B oppose le Maroc à l’Iran, au Panama et à l’Espagne, double vainqueur du tournoi (2000-2004).
| Groupe A                              | Groupe B                  | Groupe C                    | Groupe D                           | Groupe E                      | Groupe F                               |
| ------------------------------------- | ------------------------- | --------------------------- | ---------------------------------- | ----------------------------- | -------------------------------------- |
| Thaïlande Ukraine Costa Rica Paraguay | Espagne Maroc Iran Panama | Portugal Brésil Japon Libye | Argentine Mexique Italie Australie | Égypte Serbie Tchéquie Koweit | Russie Îles Salomon Guatemala Colombie |

### Groupe A
Ce groupe, sans sérieux prétendant au titre, apparaît comme le plus faible de la compétition. Alors que l'Ukraine, favori du groupe, est tenu en échec par le Paraguay en progrès croissant, dans l'autre rencontre, la Thaïlande, hôte de la compétition et autre favori du groupe, l'emporte face au Costa Rica. Lors de la deuxième journée, l'Ukraine bat le vainqueur de la première journée avec facilité et le Costa Rica remporte une victoire surprise contre le Paraguay après avoir remonté un handicap de deux buts. Lors de la dernière journée, l'Ukraine se qualifie en tête de groupe en éliminant le Costa Rica et le Paraguay à la seconde place en battant le pays hôte qui n'est pas passé loin de l'élimination, mais qui se qualifie de justesse en tant que quatrième meilleur troisième.
| Rang | Équipe     | Pts | J | G | N | P | Bp | Bc | Diff |
| ---- | ---------- | --- | - | - | - | - | -- | -- | ---- |
| 1    | Ukraine    | 7   | 3 | 2 | 1 | 0 | 14 | 7  | +7   |
| 2    | Paraguay   | 4   | 3 | 1 | 1 | 1 | 9  | 11 | -2   |
| 3    | Thaïlande  | 3   | 3 | 1 | 0 | 2 | 8  | 9  | -1   |
| 4    | Costa Rica | 1   | 3 | 1 | 0 | 2 | 8  | 12 | -4   |

|  | Qualifié pour le deuxième tour de la compétition.                                                                   |
|  | Pts points ; G victoires ; N matchs nuls ; P défaites Bp buts marqués ; Bc buts encaissés ; Diff différence de buts |

| 1er novembre 2012 | Ukraine                                     | 3-3   | Paraguay                  |                                                                                    |                                                                                    |
| 17h00             | Maksym Pavlenko 9e 39e · Petro Shoturma 34e | (1-1) | 8e 23e 36e Enmanuel Ayala | Indoor Stadium Huamark, Bangkok Spectateurs : 4 379 Arbitrage : Wenceslaos Aguilar | Indoor Stadium Huamark, Bangkok Spectateurs : 4 379 Arbitrage : Wenceslaos Aguilar |
| 17h00             | Rapport                                     |       |                           | Indoor Stadium Huamark, Bangkok Spectateurs : 4 379 Arbitrage : Wenceslaos Aguilar | Indoor Stadium Huamark, Bangkok Spectateurs : 4 379 Arbitrage : Wenceslaos Aguilar |

| 1er novembre 2012 | Thaïlande                                                                      | 3-1   | Costa Rica       |                                                                              |                                                                              |
| 19h00             | Keattiyot Chalaemkhet 17e · Suphawut Thueanklang 28e · Jirawat Sornwichian 37e | (1-0) | 37e Diego Zuniga | Indoor Stadium Huamark, Bangkok Spectateurs : 4 379 Arbitrage : Hector Rojas | Indoor Stadium Huamark, Bangkok Spectateurs : 4 379 Arbitrage : Hector Rojas |
| 19h00             | Rapport                                                                        |       |                  | Indoor Stadium Huamark, Bangkok Spectateurs : 4 379 Arbitrage : Hector Rojas | Indoor Stadium Huamark, Bangkok Spectateurs : 4 379 Arbitrage : Hector Rojas |

| 4 novembre 2012 | Paraguay                                                   | 3-6   | Costa Rica                                                            |                                                                                   |                                                                                   |
| 17h00           | Jairo Toruno 1re · Fabio Alcazar 10e · Walter Villalba 36e | (2-0) | 21e Diego Zuniga · 24e 27e Luis Navarrete · 26e 30e 39e Edwin Cubillo | Indoor Stadium Huamark, Bangkok Spectateurs : 5 613 Arbitrage : Francesco Massini | Indoor Stadium Huamark, Bangkok Spectateurs : 5 613 Arbitrage : Francesco Massini |
| 17h00           | Rapport                                                    |       |                                                                       | Indoor Stadium Huamark, Bangkok Spectateurs : 5 613 Arbitrage : Francesco Massini | Indoor Stadium Huamark, Bangkok Spectateurs : 5 613 Arbitrage : Francesco Massini |

| 4 novembre 2012 | Thaïlande                                                                  | 3-5   | Ukraine                                                                                     |                                                                                |                                                                                |
| 19h00           | Kritsada Wongkaeo 23e · Suphawut Thueanklang 34e · Jirawat Sornwichian 38e | (0-5) | 3e Denys Ovsiannikov · 6e Sergiy Cheporniuk · 12e 19e Ievgen Rogachov · 19e Maksym Pavlenko | Indoor Stadium Huamark, Bangkok Spectateurs : 5 613 Arbitrage : Sergio Cabrera | Indoor Stadium Huamark, Bangkok Spectateurs : 5 613 Arbitrage : Sergio Cabrera |
| 19h00           | Rapport                                                                    |       |                                                                                             | Indoor Stadium Huamark, Bangkok Spectateurs : 5 613 Arbitrage : Sergio Cabrera | Indoor Stadium Huamark, Bangkok Spectateurs : 5 613 Arbitrage : Sergio Cabrera |

| 7 novembre 2012 | Costa Rica         | 1-6   | Ukraine                                                                                          |                                                                                         |                                                                                         |
| 19h00           | Edward Cubillo 23e | (0-3) | 6e 15e Ievgen Rogachov · 16e Denys Ovsiannikov · 22e 31e Oleksandr Sorokin · 28e Maksym Pavlenko | Korat Chatchai Hall, Nakhon Ratchasima Spectateurs : 4 200 Arbitrage : Daniel Rodriguez | Korat Chatchai Hall, Nakhon Ratchasima Spectateurs : 4 200 Arbitrage : Daniel Rodriguez |
| 19h00           | Rapport            |       |                                                                                                  | Korat Chatchai Hall, Nakhon Ratchasima Spectateurs : 4 200 Arbitrage : Daniel Rodriguez | Korat Chatchai Hall, Nakhon Ratchasima Spectateurs : 4 200 Arbitrage : Daniel Rodriguez |

| 7 novembre 2012 | Thaïlande                                      | 2-3   | Paraguay                                            |                                                                               |                                                                               |
| 19h00           | Suphawut Thueanklang 10e · Jetsada Chudech 24e | (1-3) | 3e Adolfo Salas · 6e Emmanuel Ayala · 9e Juan Salas | Indoor Stadium Huamark, Bangkok Spectateurs : 5 307 Arbitrage : Ivan Shabanov | Indoor Stadium Huamark, Bangkok Spectateurs : 5 307 Arbitrage : Ivan Shabanov |
| 19h00           | Rapport                                        |       |                                                     | Indoor Stadium Huamark, Bangkok Spectateurs : 5 307 Arbitrage : Ivan Shabanov | Indoor Stadium Huamark, Bangkok Spectateurs : 5 307 Arbitrage : Ivan Shabanov |

### Groupe B
Le Maroc s'incline dans son premier match face au Panama 8-3 alors qu’il menait en première mi-temps.
L'Espagne, finaliste de 2008, champion d'Europe et sérieux prétendant au titre suprême, et l'Iran sont favoris pour les deux premières places et le Panama pour la troisième. Celui-ci bat lourdement le Maroc lors de la première journée alors que l'Iran surprend les observateurs en arrachant le nul face à aux Ibériques. L'Espagne et l'Iran remportent leurs deux autres matchs et se qualifient respectivement en tant que premier et deuxième du groupe alors que le Panama se qualifie en tant que troisième.
| Rang | Équipe  | Pts | J | G | N | P | Bp | Bc | Diff |
| ---- | ------- | --- | - | - | - | - | -- | -- | ---- |
| 1    | Espagne | 7   | 3 | 2 | 1 | 0 | 15 | 6  | +9   |
| 2    | Iran    | 7   | 3 | 2 | 1 | 0 | 8  | 6  | +2   |
| 3    | Panama  | 3   | 3 | 1 | 0 | 2 | 14 | 15 | -1   |
| 4    | Maroc   | 0   | 3 | 0 | 0 | 3 | 5  | 15 | -10  |

|  | Qualifié pour le deuxième tour de la compétition.                                                                   |
|  | Pts points ; G victoires ; N matchs nuls ; P défaites Bp buts marqués ; Bc buts encaissés ; Diff différence de buts |

| 2 novembre 2012 | Maroc                                               | 3-8   | Panama |                                                                                |                                                                                |
| 19h00           | Yahya Jabrane 6e · Aziz Derrou 11e · Adil Habil 15e | (3-1) | 19e Carlos Perez · 21,30 Miguel Lasso · 22,31 Fernando Mena · 24e Apolinar Galvez · 33e Oscar Hinks · 38e Claudio Goodridge | Indoor Stadium Huamark, Bangkok Spectateurs : 3 579 Arbitrage : Amitesh Behari | Indoor Stadium Huamark, Bangkok Spectateurs : 3 579 Arbitrage : Amitesh Behari |
| 19h00           | Rapport                                             |       | | Indoor Stadium Huamark, Bangkok Spectateurs : 3 579 Arbitrage : Amitesh Behari | Indoor Stadium Huamark, Bangkok Spectateurs : 3 579 Arbitrage : Amitesh Behari |

| 2 novembre 2012 | Espagne                  | 2-2   | Iran                                      |                                                                                  |                                                                                  |
| 21h00           | Miguelín 4e · Lozano 15e | (2-0) | 27e Masoud Daneshvar · 30e Hossein Tayebi | Indoor Stadium Huamark, Bangkok Spectateurs : 3 579 Arbitrage : Francisco Rivera | Indoor Stadium Huamark, Bangkok Spectateurs : 3 579 Arbitrage : Francisco Rivera |
| 21h00           | Rapport                  |       |                                           | Indoor Stadium Huamark, Bangkok Spectateurs : 3 579 Arbitrage : Francisco Rivera | Indoor Stadium Huamark, Bangkok Spectateurs : 3 579 Arbitrage : Francisco Rivera |

| 5 novembre 2012 | Maroc         | 1-2   | Iran                                |                                                                                 |                                                                                 |
| 19h00           | El-Mazray 20e | (1-1) | 20e (pen.) Hassanzadeh · 33e Kazemi | Indoor Stadium Huamark, Bangkok Spectateurs : 1 409 Arbitrage : Carlos González | Indoor Stadium Huamark, Bangkok Spectateurs : 1 409 Arbitrage : Carlos González |
| 19h00           | Rapport       |       |                                     | Indoor Stadium Huamark, Bangkok Spectateurs : 1 409 Arbitrage : Carlos González | Indoor Stadium Huamark, Bangkok Spectateurs : 1 409 Arbitrage : Carlos González |

| 5 novembre 2012 | Espagne                                                                               | 8-3   | Panama                         |                                                                              |                                                                              |
| 21h00           | Kike 2e · Lin 8e · Borja 11e 22e · Aicardo 14e 20e · Alemao 27e (pen.) · Miguelín 30e | (5-1) | 17e 33e De Leon · 30e Alvarado | Indoor Stadium Huamark, Bangkok Spectateurs : 1 409 Arbitrage : Scott Kidson | Indoor Stadium Huamark, Bangkok Spectateurs : 1 409 Arbitrage : Scott Kidson |
| 21h00           | Rapport                                                                               |       |                                | Indoor Stadium Huamark, Bangkok Spectateurs : 1 409 Arbitrage : Scott Kidson | Indoor Stadium Huamark, Bangkok Spectateurs : 1 409 Arbitrage : Scott Kidson |

| 8 novembre 2012 | Iran                                         | 4-3   | Panama                                         |                                                                                    |                                                                                    |
| 19h00           | Esmaeilpour 3e · Kazemi 14e · Taheri 19e 38e | (3-1) | 6e Goodridge · 35e (pen.) Pérez · 40e Alvarado | Nimibutr Indoor Stadium, Bangkok Spectateurs : 1 400 Arbitrage : Eduardo Fernandes | Nimibutr Indoor Stadium, Bangkok Spectateurs : 1 400 Arbitrage : Eduardo Fernandes |
| 19h00           | Rapport                                      |       |                                                | Nimibutr Indoor Stadium, Bangkok Spectateurs : 1 400 Arbitrage : Eduardo Fernandes | Nimibutr Indoor Stadium, Bangkok Spectateurs : 1 400 Arbitrage : Eduardo Fernandes |

| 8 novembre 2012 | Maroc      | 1-5   | Espagne                                                 |                                                                                |                                                                                |
| 21h00           | Talibi 22e | (0-3) | 10e 12e Lozano · 19e Borja · 33e Fernandão · 34e Álvaro | Indoor Stadium Huamark, Bangkok Spectateurs : 1 898 Arbitrage : Naoki Miyatani | Indoor Stadium Huamark, Bangkok Spectateurs : 1 898 Arbitrage : Naoki Miyatani |
| 21h00           | Rapport    |       |                                                         | Indoor Stadium Huamark, Bangkok Spectateurs : 1 898 Arbitrage : Naoki Miyatani | Indoor Stadium Huamark, Bangkok Spectateurs : 1 898 Arbitrage : Naoki Miyatani |

### Groupe C
Le Brésil, tenant du titre, et le Portugal, aussi prétendant au titre suprême, s'affichent comme les favoris du groupe pour les deux premières places et le Japon pour la troisième. Le Portugal et le Brésil battent respectivement la Libye et le Japon lors de la première journée. Lors de la deuxième, le Portugal est tenu en échec par le Japon tandis que le Brésil bat la Libye avec facilité. Le Brésil conserve sa première place en battant le Portugal et le Japon accède au tour suivant en tant que meilleur troisième après avoir battu la Libye.
| Rang | Équipe   | Pts | J | G | N | P | Bp | Bc | Diff |
| ---- | -------- | --- | - | - | - | - | -- | -- | ---- |
| 1    | Brésil   | 9   | 3 | 3 | 0 | 0 | 20 | 2  | +18  |
| 2    | Portugal | 4   | 3 | 1 | 1 | 1 | 11 | 9  | +2   |
| 3    | Japon    | 4   | 3 | 1 | 1 | 1 | 10 | 11 | -1   |
| 4    | Libye    | 0   | 3 | 0 | 0 | 3 | 3  | 22 | -19  |

|  | Qualifié pour le deuxième tour de la compétition.                                                                   |
|  | Pts points ; G victoires ; N matchs nuls ; P défaites Bp buts marqués ; Bc buts encaissés ; Diff différence de buts |

| 1er novembre 2012 | Libye           | 1-5   | Portugal                                          |                                                                                        |                                                                                        |
| 19h00             | Ahamed Fathe 5e | (1-3) | 1re 15e 17e Cardinal · 26e Nandinho · 28e Marinho | Korat Chatchai Hall, Nakhon Ratchasima Spectateurs : 4 298 Arbitrage : Alireza Sohrabi | Korat Chatchai Hall, Nakhon Ratchasima Spectateurs : 4 298 Arbitrage : Alireza Sohrabi |
| 19h00             | Rapport         |       |                                                   | Korat Chatchai Hall, Nakhon Ratchasima Spectateurs : 4 298 Arbitrage : Alireza Sohrabi | Korat Chatchai Hall, Nakhon Ratchasima Spectateurs : 4 298 Arbitrage : Alireza Sohrabi |

| 1er novembre 2012 | Brésil                                  | 4-1   | Japon            |                                                                                     |                                                                                     |
| 21h00             | Wilde 13e 22e · Neto 20e · Vinicius 24e | (1-0) | 27e Kotaro Inaba | Korat Chatchai Hall, Nakhon Ratchasima Spectateurs : 4 298 Arbitrage : Gabor Kovacs | Korat Chatchai Hall, Nakhon Ratchasima Spectateurs : 4 298 Arbitrage : Gabor Kovacs |
| 21h00             | Rapport                                 |       |                  | Korat Chatchai Hall, Nakhon Ratchasima Spectateurs : 4 298 Arbitrage : Gabor Kovacs | Korat Chatchai Hall, Nakhon Ratchasima Spectateurs : 4 298 Arbitrage : Gabor Kovacs |

| 4 novembre 2012 | Portugal                                              | 5-5   | Japon                                                                                |                                                                                         |                                                                                         |
| 19h00           | João Matos 1re · Ricardinho 1re 17e · Cardinal 8e 11e | (5-2) | 10e 32e Kaoru Morioka · 18e Shota Hoshi · 31e Wataru Kitahara · 35e Katsutoshi Henmi | Korat Chatchai Hall, Nakhon Ratchasima Spectateurs : 4 350 Arbitrage : Daniel Rodriguez | Korat Chatchai Hall, Nakhon Ratchasima Spectateurs : 4 350 Arbitrage : Daniel Rodriguez |
| 19h00           | Rapport                                               |       |                                                                                      | Korat Chatchai Hall, Nakhon Ratchasima Spectateurs : 4 350 Arbitrage : Daniel Rodriguez | Korat Chatchai Hall, Nakhon Ratchasima Spectateurs : 4 350 Arbitrage : Daniel Rodriguez |

| 4 novembre 2012 | Brésil | 13-0  | Libye |                                                                                          |                                                                                          |
| 21h00           | Gabriel 6e · Rodrigo 7,9 · Neto 15e · Fernandinho 16e 30e 32e 33e · Vinicius 24e · Jé 30e 35e 37e · Rafael 38e | (5-0) |       | Korat Chatchai Hall, Nakhon Ratchasima Spectateurs : 4 350 Arbitrage : Danijel Janosevic | Korat Chatchai Hall, Nakhon Ratchasima Spectateurs : 4 350 Arbitrage : Danijel Janosevic |
| 21h00           | Rapport |       |       | Korat Chatchai Hall, Nakhon Ratchasima Spectateurs : 4 350 Arbitrage : Danijel Janosevic | Korat Chatchai Hall, Nakhon Ratchasima Spectateurs : 4 350 Arbitrage : Danijel Janosevic |

| 7 novembre 2012 | Japon                                 | 4-2   | Libye                 |                                                                                   |                                                                                   |
| 17h00           | Inaba 18e 26e · Hoshi 25e · Osodo 32e | (1-1) | 18e 38e (pen.) Rahoma | Indoor Stadium Huamark, Bangkok Spectateurs : 5 307 Arbitrage : Francesco Massini | Indoor Stadium Huamark, Bangkok Spectateurs : 5 307 Arbitrage : Francesco Massini |
| 17h00           | Rapport                               |       |                       | Indoor Stadium Huamark, Bangkok Spectateurs : 5 307 Arbitrage : Francesco Massini | Indoor Stadium Huamark, Bangkok Spectateurs : 5 307 Arbitrage : Francesco Massini |

| 7 novembre 2012 | Portugal     | 1-3   | Brésil                                |                                                                                           |                                                                                           |
| 17h00           | Cardinal 14e | (1-1) | Simi 12e · Fernandinho 29e · Neto 40e | Korat Chatchai Hall, Nakhon Ratchasima Spectateurs : 4 200 Arbitrage : Wenceslaos Aguilar | Korat Chatchai Hall, Nakhon Ratchasima Spectateurs : 4 200 Arbitrage : Wenceslaos Aguilar |
| 17h00           | Report       |       |                                       | Korat Chatchai Hall, Nakhon Ratchasima Spectateurs : 4 200 Arbitrage : Wenceslaos Aguilar | Korat Chatchai Hall, Nakhon Ratchasima Spectateurs : 4 200 Arbitrage : Wenceslaos Aguilar |

### Groupe D
Avant le début de la compétition, on pense l'Italie, troisième du monde et d'Europe, ainsi que l'Argentine au-dessus de l'Australie et du Mexique. Cela s'est confirmé et les deux favoris ont battu plus ou moins facilement les deux outsiders. L'Italie qui se qualifie dès la deuxième journée va en première place en battant l'Argentine qui finit deuxième et l'Australie en troisième place en battant et éliminant le Mexique. Mais cette victoire de l'Australie est insuffisante et ne permet pas à la sélection de s'ouvrir les portes de la phase à élimination directe. Les Océaniens étant les sixièmes meilleurs troisièmes, il aurait fallu être au moins les quatrièmes...
| Rang | Équipe    | Pts | J | G | N | P | Bp | Bc | Diff |
| ---- | --------- | --- | - | - | - | - | -- | -- | ---- |
| 1    | Italie    | 9   | 3 | 3 | 0 | 0 | 17 | 5  | +12  |
| 2    | Argentine | 6   | 3 | 2 | 0 | 1 | 14 | 5  | +9   |
| 3    | Australie | 3   | 3 | 1 | 0 | 2 | 5  | 17 | -12  |
| 4    | Mexique   | 0   | 3 | 0 | 0 | 3 | 4  | 13 | -9   |

|  | Qualifié pour le deuxième tour de la compétition.                                                                   |
|  | Pts points ; G victoires ; N matchs nuls ; P défaites Bp buts marqués ; Bc buts encaissés ; Diff différence de buts |

| 2 novembre 2012 | Italie | 9-1   | Australie          |                                                                                   |                                                                                   |
| 17h00           | Rodolfo Fortino 14e · Saad Assis 15e 23e · Gabriel Lima 17e · Marcio Forte 19e · Sergio Romano 20e · Humberto Honorio 26e · Giuseppe Mentasti 28e · Alex Merlim 30e | (4-0) | 33e Danny Ngaluafe | Nimibutr Indoor Stadium, Bangkok Spectateurs : 3 000 Arbitrage : Eduardo Mahumane | Nimibutr Indoor Stadium, Bangkok Spectateurs : 3 000 Arbitrage : Eduardo Mahumane |
| 17h00           | Rapport |       |                    | Nimibutr Indoor Stadium, Bangkok Spectateurs : 3 000 Arbitrage : Eduardo Mahumane | Nimibutr Indoor Stadium, Bangkok Spectateurs : 3 000 Arbitrage : Eduardo Mahumane |

| 2 novembre 2012 | Argentine                                                                                | 5-1   | Mexique             |                                                                                    |                                                                                    |
| 19h00           | Santiago Basile 4e · Maximiliano Rescia 13e · Martin Amas 25e · Cristian Borruto 28e 30e | (2-0) | 36e Jorge Rodriguez | Nimibutr Indoor Stadium, Bangkok Spectateurs : 2 400 Arbitrage : Eduardo Fernandes | Nimibutr Indoor Stadium, Bangkok Spectateurs : 2 400 Arbitrage : Eduardo Fernandes |
| 19h00           | Rapport                                                                                  |       |                     | Nimibutr Indoor Stadium, Bangkok Spectateurs : 2 400 Arbitrage : Eduardo Fernandes | Nimibutr Indoor Stadium, Bangkok Spectateurs : 2 400 Arbitrage : Eduardo Fernandes |

| 5 novembre 2012 | Australie                                                     | 3-1   | Mexique          |                                                                                               |                                                                                               |
| 17h00           | Tobias Seeto 26e · Aaron Cimitile 26e · Gregory Giovenali 35e | (0-1) | 6e Victor Quiroz | Nimibutr Indoor Stadium, Bangkok Spectateurs : 3 800 Arbitrage : Fernando Gutierrez Lumbreras | Nimibutr Indoor Stadium, Bangkok Spectateurs : 3 800 Arbitrage : Fernando Gutierrez Lumbreras |
| 17h00           | Rapport                                                       |       |                  | Nimibutr Indoor Stadium, Bangkok Spectateurs : 3 800 Arbitrage : Fernando Gutierrez Lumbreras | Nimibutr Indoor Stadium, Bangkok Spectateurs : 3 800 Arbitrage : Fernando Gutierrez Lumbreras |

| 5 novembre 2012 | Argentine                                     | 2-3   | Italie                                                  |                                                                                |                                                                                |
| 19h00           | Maximiliano Rescia 2e · Leandro Cuzzolino 40e | (1-2) | 12e Gabriel Lima · 18e Rodolfo Fortino · 37e Saad Assis | Nimibutr Indoor Stadium, Bangkok Spectateurs : 3 800 Arbitrage : Nurdin Bukuev | Nimibutr Indoor Stadium, Bangkok Spectateurs : 3 800 Arbitrage : Nurdin Bukuev |
| 19h00           | Rapport                                       |       |                                                         | Nimibutr Indoor Stadium, Bangkok Spectateurs : 3 800 Arbitrage : Nurdin Bukuev | Nimibutr Indoor Stadium, Bangkok Spectateurs : 3 800 Arbitrage : Nurdin Bukuev |

| 8 novembre 2012 | Mexique       | 2-5   | Italie                                             |                                                                              |                                                                              |
| 17h00           | Plata 23e 33e | (0-1) | Ercolessi 18e 24e · Fortino 26e 35e · Leggiero 36e | Indoor Stadium Huamark, Bangkok Spectateurs : 1 898 Arbitrage : Sandro Stein | Indoor Stadium Huamark, Bangkok Spectateurs : 1 898 Arbitrage : Sandro Stein |
| 17h00           | Rapport       |       |                                                    | Indoor Stadium Huamark, Bangkok Spectateurs : 1 898 Arbitrage : Sandro Stein | Indoor Stadium Huamark, Bangkok Spectateurs : 1 898 Arbitrage : Sandro Stein |

| 8 novembre 2012 | Australie | 1-7   | Argentine                                                                           |                                                                               |                                                                               |
| 17h00           | Seeto 6e  | (1-3) | Borruto 1re 39e · Cuzzolino 7e · Luciux 15e · Vaporaki 22e · Garcías 28e · Amas 37e | Nimibutr Indoor Stadium, Bangkok Spectateurs : 1 400 Arbitrage : Marc Birkett | Nimibutr Indoor Stadium, Bangkok Spectateurs : 1 400 Arbitrage : Marc Birkett |
| 17h00           | Rapport   |       |                                                                                     | Nimibutr Indoor Stadium, Bangkok Spectateurs : 1 400 Arbitrage : Marc Birkett | Nimibutr Indoor Stadium, Bangkok Spectateurs : 1 400 Arbitrage : Marc Birkett |

### Groupe E
La République tchèque bat le Koweït et Serbie qui fait sa première apparition en coupe du monde débute par une victoire contre l'Égypte. Le Serbie bat lourdement le Koweït et l'Égypte corrige la Tchéquie sur un score sans appel. Serbie et Tchéquie se neutralisent lors de la dernière journée et finissent respectivement premier et deuxième du groupe. Le Koweït sauve l'honneur en battant l'Égypte, mais sans l'éliminer. Les Africains finissent parmi les meilleurs troisièmes.
| Rang | Équipe   | Pts | J | G | N | P | Bp | Bc | Diff |
| ---- | -------- | --- | - | - | - | - | -- | -- | ---- |
| 1    | Serbie   | 7   | 3 | 2 | 1 | 0 | 12 | 5  | +7   |
| 2    | Tchéquie | 4   | 3 | 1 | 1 | 1 | 7  | 11 | -4   |
| 3    | Égypte   | 3   | 3 | 1 | 0 | 2 | 11 | 9  | +2   |
| 4    | Koweit   | 3   | 3 | 1 | 0 | 2 | 8  | 13 | -5   |

|  | Qualifié pour le deuxième tour de la compétition.                                                                   |
|  | Pts points ; G victoires ; N matchs nuls ; P défaites Bp buts marqués ; Bc buts encaissés ; Diff différence de buts |

| 3 novembre 2012 | Tchéquie                                                 | 3-2   | Koweit                                         |                                                                                  |                                                                                  |
| 19h00           | Marek Kopecky 4e · Michal Belej 22e · Tomas Koudelka 34e | (1-0) | 37e Hamad Al Awadhi · 39e Abdulrahman Altawail | Indoor Stadium Huamark, Bangkok Spectateurs : 1 407 Arbitrage : Dario Santamaria | Indoor Stadium Huamark, Bangkok Spectateurs : 1 407 Arbitrage : Dario Santamaria |
| 19h00           | Rapport                                                  |       |                                                | Indoor Stadium Huamark, Bangkok Spectateurs : 1 407 Arbitrage : Dario Santamaria | Indoor Stadium Huamark, Bangkok Spectateurs : 1 407 Arbitrage : Dario Santamaria |

| 3 novembre 2012 | Égypte            | 1-3   | Serbie                                                     |                                                                           |                                                                           |
| 21h00           | Ahmed Mohamed 39e | (0-0) | 22e Vidan Bojovic · 26e Slobodan Janjic · 38e Mladen Kocic | Indoor Stadium Huamark, Bangkok Spectateurs : 1 407 Arbitrage : Joel Ruiz | Indoor Stadium Huamark, Bangkok Spectateurs : 1 407 Arbitrage : Joel Ruiz |
| 21h00           | Rapport           |       |                                                            | Indoor Stadium Huamark, Bangkok Spectateurs : 1 407 Arbitrage : Joel Ruiz | Indoor Stadium Huamark, Bangkok Spectateurs : 1 407 Arbitrage : Joel Ruiz |

| 6 novembre 2012 | Koweit           | 2-7   | Serbie                                                                    |                                                                            |                                                                            |
| 19h00           | Al-Farsi 22e 37e | (0-3) | Kocić 7e 18e · Lazić 20e 25e · Rajčević 28e · Bojović 32e · Pavićević 39e | Indoor Stadium Huamark, Bangkok Spectateurs : 552 Arbitrage : Renata Leite | Indoor Stadium Huamark, Bangkok Spectateurs : 552 Arbitrage : Renata Leite |
| 19h00           | Rapport          |       |                                                                           | Indoor Stadium Huamark, Bangkok Spectateurs : 552 Arbitrage : Renata Leite | Indoor Stadium Huamark, Bangkok Spectateurs : 552 Arbitrage : Renata Leite |

| 6 novembre 2012 | Égypte                                                               | 7-2   | Tchéquie                  |                                                                               |                                                                               |
| 21h00           | Samasry 11e 31e 37e · Bougy 19e · Mohamed 22e · Nader 34e · Mizo 38e | (2-1) | Slovacek 5e · Rešetár 26e | Indoor Stadium Huamark, Bangkok Spectateurs : 552 Arbitrage : Alireza Sohrabi | Indoor Stadium Huamark, Bangkok Spectateurs : 552 Arbitrage : Alireza Sohrabi |
| 21h00           | Rapport                                                              |       |                           | Indoor Stadium Huamark, Bangkok Spectateurs : 552 Arbitrage : Alireza Sohrabi | Indoor Stadium Huamark, Bangkok Spectateurs : 552 Arbitrage : Alireza Sohrabi |

| 9 novembre 2012 | Serbie                 | 2-2   | Tchéquie                |                                                                                               |                                                                                               |
| 19h00           | Kocić 6e · Bojović 36e | (1-0) | 33e Seidler · 36e Belej | Nimibutr Indoor Stadium, Bangkok Spectateurs : 1 370 Arbitrage : Fernando Gutierrez Lumbreras | Nimibutr Indoor Stadium, Bangkok Spectateurs : 1 370 Arbitrage : Fernando Gutierrez Lumbreras |
| 19h00           | Rapport                |       |                         | Nimibutr Indoor Stadium, Bangkok Spectateurs : 1 370 Arbitrage : Fernando Gutierrez Lumbreras | Nimibutr Indoor Stadium, Bangkok Spectateurs : 1 370 Arbitrage : Fernando Gutierrez Lumbreras |

| 9 novembre 2012 | Koweit                                         | 4-3   | Égypte                      |                                                                                |                                                                                |
| 19h00           | Al-Farsi 3e · Al-Mutairi 6e 7e · Al-Taweel 20e | (4-1) | Bougy 15e · Mohamed 37e 39e | Indoor Stadium Huamark, Bangkok Spectateurs : 1 152 Arbitrage : Sergio Cabrera | Indoor Stadium Huamark, Bangkok Spectateurs : 1 152 Arbitrage : Sergio Cabrera |
| 19h00           | Rapport                                        |       |                             | Indoor Stadium Huamark, Bangkok Spectateurs : 1 152 Arbitrage : Sergio Cabrera | Indoor Stadium Huamark, Bangkok Spectateurs : 1 152 Arbitrage : Sergio Cabrera |

### Groupe F
La Russie, quatrième de 2008 et vice-championne d'Europe, favori du groupe et de la compétition, impressionne d'entrée contre les Îles Salomon battues un peu moins lourdement qu'en 2008 au même stade de la compétition par la même équipe, mais pas plus difficilement. Dans l'autre rencontre, le favori de la deuxième place, le Guatemala, renverse son cours et bat la Colombie qui n'en est qu'à sa première participation. Dans la deuxième journée, la Russie inflige une violente défaite au Guatemala tandis que la Colombie bat assez facilement les Iles Salomon gardant ainsi ses chances de qualification. Dans la troisième journée, la Russie continue son parcours parfait en battant la Colombie sans avoir encaissé le moindre but depuis le début de la compétition (seule l'Espagne était déjà parvenue à réussir cela) et à la surprise générale, les Iles Salomon battent et éliminent le Guatemala ce qui permet à la Colombie, la plus grande surprise de la compétition, de finir deuxième du groupe et de se qualifier.
| Rang | Équipe       | Pts | J | G | N | P | Bp | Bc | Diff |
| ---- | ------------ | --- | - | - | - | - | -- | -- | ---- |
| 1    | Russie       | 9   | 3 | 3 | 0 | 0 | 27 | 0  | +27  |
| 2    | Colombie     | 3   | 1 | 1 | 0 | 2 | 13 | 10 | +3   |
| 3    | Guatemala    | 3   | 1 | 1 | 0 | 2 | 8  | 15 | -7   |
| 4    | Îles Salomon | 3   | 1 | 0 | 0 | 1 | 6  | 30 | -24  |

|  | Qualifié pour le deuxième tour de la compétition.                                                                   |
|  | Pts points ; G victoires ; N matchs nuls ; P défaites Bp buts marqués ; Bc buts encaissés ; Diff différence de buts |

| 3 novembre 2012 | Colombie                              | 2-5   | Guatemala                                                                                            |                                                                        |                                                                        |
| 17h00           | Alejandro Serna 6e · Andres Reyes 18e | (2-1) | 12e Jose Gonzalez · 28e Armando Escobar · 30e Alan Aguilar · 31e Erick Acevedo · 39e Walter Enriquez | Nimibutr Stadium, Bangkok Spectateurs : 2 300 Arbitrage : Karel Henych | Nimibutr Stadium, Bangkok Spectateurs : 2 300 Arbitrage : Karel Henych |
| 17h00           | Rapport                               |       | | Nimibutr Stadium, Bangkok Spectateurs : 2 300 Arbitrage : Karel Henych | Nimibutr Stadium, Bangkok Spectateurs : 2 300 Arbitrage : Karel Henych |

| 3 novembre 2012 | Russie | 16-0  | Îles Salomon |                                                                         |                                                                         |
| 19h00           | Sirilo 2e · Pula 2e · Eder Lima 4e 10e 17e 19e 19e 33e 39e · Dmitrii Prudnikov 18e · Sergey Sergeev 21e 29e · Robinho 24e · Pavel Suchilin 26e · Alexander Fukin 27e 35e | (8-0) |              | Nimibutr Stadium, Bangkok Spectateurs : 2 300 Arbitrage : Kim Jang Kwan | Nimibutr Stadium, Bangkok Spectateurs : 2 300 Arbitrage : Kim Jang Kwan |
| 19h00           | Rapport |       |              | Nimibutr Stadium, Bangkok Spectateurs : 2 300 Arbitrage : Kim Jang Kwan | Nimibutr Stadium, Bangkok Spectateurs : 2 300 Arbitrage : Kim Jang Kwan |

| 6 novembre 2012 | Colombie                                                                                                  | 11-3  | Îles Salomon                                   |                                                                              |                                                                              |
| 17h00           | Toro 7e 20e 38e · Quiroz 8e · Reyes 22e 33e · Duque 30e · Abril 35e · Caro 40e · Fonnegra 40e · Prado 40e | (3-3) | Ragomo 14e (pen.) · Osifelo 15e · Leaalafa 20e | Nimibutr Indoor Stadium, Bangkok Spectateurs : 1 300 Arbitrage : Borut Sivic | Nimibutr Indoor Stadium, Bangkok Spectateurs : 1 300 Arbitrage : Borut Sivic |
| 17h00           | Rapport                                                                                                   |       |                                                | Nimibutr Indoor Stadium, Bangkok Spectateurs : 1 300 Arbitrage : Borut Sivic | Nimibutr Indoor Stadium, Bangkok Spectateurs : 1 300 Arbitrage : Borut Sivic |

| 6 novembre 2012 | Russie                                                                                          | 9-0   | Guatemala |                                                                               |                                                                               |
| 19h00           | Sergeev 1re 15e 16e · Shayakhmetov 3e · Cirilo 8e · Prudnikov 12e 35e · Lima 27e · Suchilin 35e | (6-0) |           | Nimibutr Indoor Stadium, Bangkok Spectateurs : 1 300 Arbitrage : Hector Rojas | Nimibutr Indoor Stadium, Bangkok Spectateurs : 1 300 Arbitrage : Hector Rojas |
| 19h00           | Rapport                                                                                         |       |           | Nimibutr Indoor Stadium, Bangkok Spectateurs : 1 300 Arbitrage : Hector Rojas | Nimibutr Indoor Stadium, Bangkok Spectateurs : 1 300 Arbitrage : Hector Rojas |

| 9 novembre 2012 | Îles Salomon                                       | 4-3   | Guatemala                               |                                                                                   |                                                                                   |
| 17h00           | Stevenson 15e · Bule 17e · Leaalafa 28e · Talo 36e | (2-1) | De León 9e · Aguilar 22e · Enríquez 40e | Indoor Stadium Huamark, Bangkok Spectateurs : 1 152 Arbitrage : Francesco Massini | Indoor Stadium Huamark, Bangkok Spectateurs : 1 152 Arbitrage : Francesco Massini |
| 17h00           | Rapport                                            |       |                                         | Indoor Stadium Huamark, Bangkok Spectateurs : 1 152 Arbitrage : Francesco Massini | Indoor Stadium Huamark, Bangkok Spectateurs : 1 152 Arbitrage : Francesco Massini |

| 9 novembre 2012 | Colombie | 0-2   | Russie                  |                                                                               |                                                                               |
| 17h00           |          | (0-1) | Cirilo 4e · Robinho 24e | Nimibutr Indoor Stadium, Bangkok Spectateurs : 1 370 Arbitrage : Scott Kidson | Nimibutr Indoor Stadium, Bangkok Spectateurs : 1 370 Arbitrage : Scott Kidson |
| 17h00           | Rapport  |       |                         | Nimibutr Indoor Stadium, Bangkok Spectateurs : 1 370 Arbitrage : Scott Kidson | Nimibutr Indoor Stadium, Bangkok Spectateurs : 1 370 Arbitrage : Scott Kidson |

### Classement des troisièmes des groupes
| Groupe | Équipe    | J | G | N | P | Bp | Bc | Diff | Pts |
| ------ | --------- | - | - | - | - | -- | -- | ---- | --- |
| C      | Japon     | 3 | 1 | 1 | 1 | 10 | 11 | −1   | 4   |
| E      | Égypte    | 3 | 1 | 0 | 2 | 11 | 9  | +2   | 3   |
| B      | Panama    | 3 | 1 | 0 | 2 | 14 | 15 | −1   | 3   |
| A      | Thaïlande | 3 | 1 | 0 | 2 | 8  | 9  | −1   | 3   |
| F      | Guatemala | 3 | 1 | 0 | 2 | 8  | 15 | −7   | 3   |
| D      | Australie | 3 | 1 | 0 | 2 | 5  | 17 | −12  | 3   |

## Phase finale

### Tableau
|  | Huitièmes de finale        | Huitièmes de finale      |           |                          | Quarts de finale         | Quarts de finale         |   |  | Demi-finales             | Demi-finales             |  |  | Finale                   | Finale                   |
|  | Huitièmes de finale        | Huitièmes de finale      |           |                          | Quarts de finale         | Quarts de finale         |   |  | Demi-finales             | Demi-finales             |  |  | Finale                   | Finale                   |
|  |                            |                          |           |                          |                          |                          |   |  |                          |                          |  |  |                          |                          |
|  | 11 novembre– Hua Mark IS   | 11 novembre– Hua Mark IS |           |                          | 14 novembre– Nimibutr IS | 14 novembre– Nimibutr IS |   |  | 16 novembre– Hua Mark IS | 16 novembre– Hua Mark IS |  |  | 18 novembre– Hua Mark IS | 18 novembre– Hua Mark IS |
|  | 11 novembre– Hua Mark IS   | 11 novembre– Hua Mark IS |           |                          | 14 novembre– Nimibutr IS | 14 novembre– Nimibutr IS |   |  | 16 novembre– Hua Mark IS | 16 novembre– Hua Mark IS |  |  | 18 novembre– Hua Mark IS | 18 novembre– Hua Mark IS |
|  | Paraguay                   | 1                        |           |                          | 14 novembre– Nimibutr IS | 14 novembre– Nimibutr IS |   |  | 16 novembre– Hua Mark IS | 16 novembre– Hua Mark IS |  |  | 18 novembre– Hua Mark IS | 18 novembre– Hua Mark IS |
|  | Paraguay                   | 1                        |           |                          | 14 novembre– Nimibutr IS | 14 novembre– Nimibutr IS |   |  | 16 novembre– Hua Mark IS | 16 novembre– Hua Mark IS |  |  | 18 novembre– Hua Mark IS | 18 novembre– Hua Mark IS |
|  | Portugal                   | 4                        |           |                          | 14 novembre– Nimibutr IS | 14 novembre– Nimibutr IS |   |  | 16 novembre– Hua Mark IS | 16 novembre– Hua Mark IS |  |  | 18 novembre– Hua Mark IS | 18 novembre– Hua Mark IS |
|  | Portugal                   | 4                        | Portugal  | 3                        |                          |                          |   |  | 16 novembre– Hua Mark IS | 16 novembre– Hua Mark IS |  |  | 18 novembre– Hua Mark IS | 18 novembre– Hua Mark IS |
|  | 12 novembre– N. Ratchasima |                          | Portugal  | 3                        |                          |                          |   |  | 16 novembre– Hua Mark IS | 16 novembre– Hua Mark IS |  |  | 18 novembre– Hua Mark IS | 18 novembre– Hua Mark IS |
|  |                            | Italie                   | 4 ap      |                          |                          |                          |   |  | 16 novembre– Hua Mark IS | 16 novembre– Hua Mark IS |  |  | 18 novembre– Hua Mark IS | 18 novembre– Hua Mark IS |
|  | Italie                     | Italie                   | 4 ap      | 5                        |                          |                          |   |  | 16 novembre– Hua Mark IS | 16 novembre– Hua Mark IS |  |  | 18 novembre– Hua Mark IS | 18 novembre– Hua Mark IS |
|  | Italie                     | 14 novembre– Nimibutr IS |           | 5                        |                          |                          |   |  | 16 novembre– Hua Mark IS | 16 novembre– Hua Mark IS |  |  | 18 novembre– Hua Mark IS | 18 novembre– Hua Mark IS |
|  | Égypte                     | 1                        |           |                          |                          |                          |   |  | 16 novembre– Hua Mark IS | 16 novembre– Hua Mark IS |  |  | 18 novembre– Hua Mark IS | 18 novembre– Hua Mark IS |
|  | Égypte                     | 1                        | Italie    | 1                        |                          |                          |   |  |                          |                          |  |  | 18 novembre– Hua Mark IS | 18 novembre– Hua Mark IS |
|  | 11 novembre– Nimibutr IS   |                          | Italie    | 1                        |                          |                          |   |  |                          |                          |  |  | 18 novembre– Hua Mark IS | 18 novembre– Hua Mark IS |
|  |                            | Espagne                  | 4         |                          |                          |                          |   |  |                          |                          |  |  | 18 novembre– Hua Mark IS | 18 novembre– Hua Mark IS |
|  | Espagne                    | Espagne                  | 4         | 7                        |                          |                          |   |  |                          |                          |  |  | 18 novembre– Hua Mark IS | 18 novembre– Hua Mark IS |
|  | Espagne                    | 16 novembre– Hua Mark IS |           | 7                        |                          |                          |   |  |                          |                          |  |  | 18 novembre– Hua Mark IS | 18 novembre– Hua Mark IS |
|  | Thaïlande                  | 1                        |           |                          |                          |                          |   |  |                          |                          |  |  | 18 novembre– Hua Mark IS | 18 novembre– Hua Mark IS |
|  | Thaïlande                  | 1                        | Espagne   | 3                        |                          |                          |   |  |                          |                          |  |  | 18 novembre– Hua Mark IS | 18 novembre– Hua Mark IS |
|  | 12 novembre– Hua Mark IS   |                          | Espagne   | 3                        |                          |                          |   |  |                          |                          |  |  | 18 novembre– Hua Mark IS | 18 novembre– Hua Mark IS |
|  |                            | Russie                   | 2         |                          |                          |                          |   |  |                          |                          |  |  | 18 novembre– Hua Mark IS | 18 novembre– Hua Mark IS |
|  | Russie                     | Russie                   | 2         | 3                        |                          |                          |   |  |                          |                          |  |  | 18 novembre– Hua Mark IS | 18 novembre– Hua Mark IS |
|  | Russie                     | 14 novembre– Hua Mark IS |           | 3                        |                          |                          |   |  |                          |                          |  |  | 18 novembre– Hua Mark IS | 18 novembre– Hua Mark IS |
|  | Tchéquie                   | 0                        |           |                          |                          |                          |   |  |                          |                          |  |  | 18 novembre– Hua Mark IS | 18 novembre– Hua Mark IS |
|  | Tchéquie                   | 0                        | Espagne   | 2                        |                          |                          |   |  |                          |                          |  |  |                          |                          |
|  | 12 novembre– Hua Mark IS   |                          | Espagne   | 2                        |                          |                          |   |  |                          |                          |  |  |                          |                          |
|  |                            | Brésil                   | 3 ap      |                          |                          |                          |   |  |                          |                          |  |  |                          |                          |
|  | Serbie                     | Brésil                   | 3 ap      | 1                        |                          |                          |   |  |                          |                          |  |  |                          |                          |
|  | Serbie                     |                          |           | 1                        |                          |                          |   |  |                          |                          |  |  |                          |                          |
|  | Argentine                  | 2                        |           |                          |                          |                          |   |  |                          |                          |  |  |                          |                          |
|  | Argentine                  | 2                        | Argentine | 2                        |                          |                          |   |  |                          |                          |  |  |                          |                          |
|  | 12 novembre– N. Ratchasima |                          | Argentine | 2                        |                          |                          |   |  |                          |                          |  |  |                          |                          |
|  |                            | Brésil                   | 3 ap      |                          |                          |                          |   |  |                          |                          |  |  |                          |                          |
|  | Brésil                     | Brésil                   | 3 ap      | 16                       |                          |                          |   |  |                          |                          |  |  |                          |                          |
|  | Brésil                     | 14 novembre– Hua Mark IS |           | 16                       |                          |                          |   |  |                          |                          |  |  |                          |                          |
|  | Panama                     | 0                        |           |                          |                          |                          |   |  |                          |                          |  |  |                          |                          |
|  | Panama                     | 0                        | Brésil    | 3                        |                          |                          |   |  |                          |                          |  |  |                          |                          |
|  | 11 novembre– Nimibutr IS   |                          | Brésil    | 3                        |                          |                          |   |  |                          |                          |  |  |                          |                          |
|  |                            | Colombie                 | 1         |                          |                          |                          |   |  |                          |                          |  |  |                          |                          |
|  | Iran                       | Colombie                 | 1         | 1                        |                          |                          |   |  |                          |                          |  |  |                          |                          |
|  | Iran                       |                          |           | 1                        |                          |                          |   |  |                          |                          |  |  |                          |                          |
|  | Colombie                   | 2                        |           | Match pour la 3e place   | Match pour la 3e place   |                          |   |  |                          |                          |  |  |                          |                          |
|  | Colombie                   | 2                        | Colombie  | Match pour la 3e place   | Match pour la 3e place   | 3                        |   |  |                          |                          |  |  |                          |                          |
|  | 11 novembre– Hua Mark IS   | 11 novembre– Hua Mark IS | Colombie  | 18 novembre– Hua Mark IS | 18 novembre– Hua Mark IS | 3                        |   |  |                          |                          |  |  |                          |                          |
|  | 11 novembre– Hua Mark IS   | 11 novembre– Hua Mark IS |           | 18 novembre– Hua Mark IS | 18 novembre– Hua Mark IS | Ukraine                  | 1 |  |                          |                          |  |  |                          |                          |
|  | Ukraine                    | 6                        | Italie    | 3                        |                          | Ukraine                  | 1 |  |                          |                          |  |  |                          |                          |
|  | Ukraine                    | 6                        | Italie    | 3                        |                          |                          |   |  |                          |                          |  |  |                          |                          |
|  | Japon                      | 3                        |           | Colombie                 | 0                        |                          |   |  |                          |                          |  |  |                          |                          |
|  | Japon                      | 3                        |           | Colombie                 | 0                        |                          |   |  |                          |                          |  |  |                          |                          |

### Huitièmes de finale
| 11 novembre 2012 | Paraguay     | 1 – 4 | Portugal                                      |                                                                                  |                                                                                  |
| 16:00            | J. Salas 36e |       | Cardinal 12e · Matos 20e · Ricardinho 39e 40e | Indoor stadium Huamark, Bangkok Spectateurs : 3 579 Arbitrage : Daniel Rodríguez | Indoor stadium Huamark, Bangkok Spectateurs : 3 579 Arbitrage : Daniel Rodríguez |
| 16:00            | rapport      |       |                                               | Indoor stadium Huamark, Bangkok Spectateurs : 3 579 Arbitrage : Daniel Rodríguez | Indoor stadium Huamark, Bangkok Spectateurs : 3 579 Arbitrage : Daniel Rodríguez |

| 11 novembre 2012 | Ukraine                                                                          | 6 – 3 | Japon                          |                                                                              |                                                                              |
| 18:30            | Chepornyuk 3e · Fedorchenko 5e · Zhurba 10e · Rogachov 13e · Ovsyannikov 16e 16e |       | Morioka 30e 31e · Kitahara 32e | Indoor stadium Huamark, Bangkok Spectateurs : 3 579 Arbitrage : Renata Leite | Indoor stadium Huamark, Bangkok Spectateurs : 3 579 Arbitrage : Renata Leite |
| 18:30            | rapport                                                                          |       |                                | Indoor stadium Huamark, Bangkok Spectateurs : 3 579 Arbitrage : Renata Leite | Indoor stadium Huamark, Bangkok Spectateurs : 3 579 Arbitrage : Renata Leite |

| 11 novembre 2012 | Espagne                                                                   | 7 – 1 | Thaïlande    |                                                                           |                                                                           |
| 18:30            | Torras 10e 17e · Fernandão 25e 28e · Aicardo 30e · Ortiz 34e · Álvaro 38e |       | Kritsada 39e | Nimibutr stadium, Bangkok Spectateurs : 4 170 Arbitrage : Alexander Cline | Nimibutr stadium, Bangkok Spectateurs : 4 170 Arbitrage : Alexander Cline |
| 18:30            | rapport                                                                   |       |              | Nimibutr stadium, Bangkok Spectateurs : 4 170 Arbitrage : Alexander Cline | Nimibutr stadium, Bangkok Spectateurs : 4 170 Arbitrage : Alexander Cline |

| 11 novembre 2012 | Iran        | 1 – 2 | Colombie             |                                                                         |                                                                         |
| 21:00            | Rahnama 35e |       | Duque 30e · Caro 34e | Nimibutr stadium, Bangkok Spectateurs : 4 170 Arbitrage : Ivan Shabanov | Nimibutr stadium, Bangkok Spectateurs : 4 170 Arbitrage : Ivan Shabanov |
| 21:00            | rapport     |       |                      | Nimibutr stadium, Bangkok Spectateurs : 4 170 Arbitrage : Ivan Shabanov | Nimibutr stadium, Bangkok Spectateurs : 4 170 Arbitrage : Ivan Shabanov |

| 12 novembre 2012 | Italie                                          | 5 – 1 | Égypte         |                                                                                      |                                                                                      |
| 16:00            | Assis 4e 11e 31e · dos Santos 20e · Fortino 33e |       | Abou Serie 11e | Korat Chatchai Hall, Nakhon Ratchasima Spectateurs : 3 644 Arbitrage : Nurdin Bukuev | Korat Chatchai Hall, Nakhon Ratchasima Spectateurs : 3 644 Arbitrage : Nurdin Bukuev |
| 16:00            | rapport                                         |       |                | Korat Chatchai Hall, Nakhon Ratchasima Spectateurs : 3 644 Arbitrage : Nurdin Bukuev | Korat Chatchai Hall, Nakhon Ratchasima Spectateurs : 3 644 Arbitrage : Nurdin Bukuev |

| 12 novembre 2012 | Brésil | 16 – 0 | Panama |                                                                                           |                                                                                           |
| 18:30            | Fernandinho 4e 38e · Jé 6e 19e 35e · Rodrigo 7e 33e · Ari 8e 10e 39e · Simi 12e · Neto 13e · Vinícius 23e · Rafael 30e 34e · Falcão 37e |        |        | Korat Chatchai Hall, Nakhon Ratchasima Spectateurs : 3 644 Arbitrage : Fernando Gutierrez | Korat Chatchai Hall, Nakhon Ratchasima Spectateurs : 3 644 Arbitrage : Fernando Gutierrez |
| 18:30            | rapport |        |        | Korat Chatchai Hall, Nakhon Ratchasima Spectateurs : 3 644 Arbitrage : Fernando Gutierrez | Korat Chatchai Hall, Nakhon Ratchasima Spectateurs : 3 644 Arbitrage : Fernando Gutierrez |

| 12 novembre 2012 | Russie                          | 3 – 0 | Tchéquie |                                                                                   |                                                                                   |
| 18:30            | Lima 7e · Pula 10e · Cirilo 29e |       |          | Indoor stadium Huamark, Bangkok Spectateurs : 1 355 Arbitrage : Wenceslao Aguilar | Indoor stadium Huamark, Bangkok Spectateurs : 1 355 Arbitrage : Wenceslao Aguilar |
| 18:30            | rapport                         |       |          | Indoor stadium Huamark, Bangkok Spectateurs : 1 355 Arbitrage : Wenceslao Aguilar | Indoor stadium Huamark, Bangkok Spectateurs : 1 355 Arbitrage : Wenceslao Aguilar |

| 12 novembre 2012 | Serbie       | 1 – 2 | Argentine                  |                                                                              |                                                                              |
| 21:00            | Rajčević 37e |       | Cuzzolino 11e · Rescia 17e | Indoor stadium Huamark, Bangkok Spectateurs : 1,355 Arbitrage : Héctor Rojas | Indoor stadium Huamark, Bangkok Spectateurs : 1,355 Arbitrage : Héctor Rojas |
| 21:00            | rapport      |       |                            | Indoor stadium Huamark, Bangkok Spectateurs : 1,355 Arbitrage : Héctor Rojas | Indoor stadium Huamark, Bangkok Spectateurs : 1,355 Arbitrage : Héctor Rojas |

### Quarts de finale
Plutôt discret depuis le début de la compétition, le Brésilien Falcao inscrit un doublé décisif en quarts de finale contre l'Argentine (3-2 après prolongation).
| 14 novembre 2012 | Argentine                | 2 – 3 ap        | Brésil                    |                                                                                   |                                                                                   |
| 16:00            | Rescia 17e · Borruto 18e | (2-0, 2-2, 2-3) | Neto 33e · Falcão 35e 45e | Indoor stadium Huamark, Bangkok Spectateurs : 3 007 Arbitrage : Wenceslao Aguilar | Indoor stadium Huamark, Bangkok Spectateurs : 3 007 Arbitrage : Wenceslao Aguilar |
| 16:00            | rapport                  |                 |                           | Indoor stadium Huamark, Bangkok Spectateurs : 3 007 Arbitrage : Wenceslao Aguilar | Indoor stadium Huamark, Bangkok Spectateurs : 3 007 Arbitrage : Wenceslao Aguilar |

| 14 novembre 2012 | Colombie                         | 3 – 1 | Ukraine         |                                                                                |                                                                                |
| 18:30            | Reyes 23e · Caro 40e · Abril 40e |       | Ovsyannikov 40e | Indoor stadium Huamark, Bangkok Spectateurs : 3 007 Arbitrage : Sergio Cabrera | Indoor stadium Huamark, Bangkok Spectateurs : 3 007 Arbitrage : Sergio Cabrera |
| 18:30            | rapport                          |       |                 | Indoor stadium Huamark, Bangkok Spectateurs : 3 007 Arbitrage : Sergio Cabrera | Indoor stadium Huamark, Bangkok Spectateurs : 3 007 Arbitrage : Sergio Cabrera |

Le Portugais Ricardinho inscrit un triplé qui ne suffit pas face à l'Italie, vainqueur 4-3 après avoir été menée 3-0.
| 14 novembre 2012 | Portugal              | 3 – 4 ap        | Italie                                                  |                                                                        |                                                                        |
| 18:30            | Ricardinho 2e 11e 12e | (3-0, 3-3, 3-4) | Assis 22e (pen.) · Lima 38e · Fortino 40e · Honorio 42e | Nimibutr stadium, Bangkok Spectateurs : 3 100 Arbitrage : Karel Henych | Nimibutr stadium, Bangkok Spectateurs : 3 100 Arbitrage : Karel Henych |
| 18:30            | rapport               |                 |                                                         | Nimibutr stadium, Bangkok Spectateurs : 3 100 Arbitrage : Karel Henych | Nimibutr stadium, Bangkok Spectateurs : 3 100 Arbitrage : Karel Henych |

| 14 novembre 2012 | Espagne                               | 3 – 2 | Russie                       |                                                                        |                                                                        |
| 21:00            | Ortiz 4e · Fernandão 13e · Lozano 19e |       | Cirilo 2e · Alemao 34e (csc) | Nimibutr stadium, Bangkok Spectateurs : 3 100 Arbitrage : Marc Birkett | Nimibutr stadium, Bangkok Spectateurs : 3 100 Arbitrage : Marc Birkett |
| 21:00            | rapport                               |       |                              | Nimibutr stadium, Bangkok Spectateurs : 3 100 Arbitrage : Marc Birkett | Nimibutr stadium, Bangkok Spectateurs : 3 100 Arbitrage : Marc Birkett |

### Demi-finales
La finale est la même qu'en 2012, le Brésil battant la Colombie (3-1) tandis que l'Espagne prend le dessus sur l'Italie (4-1).
| 16 novembre 2012 | Italie     | 1 – 4 | Espagne                                            |                                                                               |                                                                               |
| 17:00            | Merlim 30e |       | Assis 9e (csc) · Alemao 30e · Lozano 34e · Lin 38e | Indoor stadium Huamark, Bangkok Spectateurs : 4 597 Arbitrage : Nurdin Bukuev | Indoor stadium Huamark, Bangkok Spectateurs : 4 597 Arbitrage : Nurdin Bukuev |
| 17:00            | rapport    |       |                                                    | Indoor stadium Huamark, Bangkok Spectateurs : 4 597 Arbitrage : Nurdin Bukuev | Indoor stadium Huamark, Bangkok Spectateurs : 4 597 Arbitrage : Nurdin Bukuev |

| 16 novembre 2012 | Brésil                           | 3 – 1 | Colombie |                                                                                  |                                                                                  |
| 19:30            | Gabriel 17e 28e · Toro 29e (csc) |       | Toro 19e | Indoor stadium Huamark, Bangkok Spectateurs : 4 597 Arbitrage : Daniel Rodriguez | Indoor stadium Huamark, Bangkok Spectateurs : 4 597 Arbitrage : Daniel Rodriguez |
| 19:30            | rapport                          |       |          | Indoor stadium Huamark, Bangkok Spectateurs : 4 597 Arbitrage : Daniel Rodriguez | Indoor stadium Huamark, Bangkok Spectateurs : 4 597 Arbitrage : Daniel Rodriguez |

### Troisième place
| 18 novembre 2012 | Italie                       | 3 – 0 | Colombie |                                                                             |                                                                             |
| 17:00            | Romano 28e · Fortino 33e 40e |       |          | Indoor stadium Huamark, Bangkok Spectateurs : 5 685 Arbitrage : Jose Katemo | Indoor stadium Huamark, Bangkok Spectateurs : 5 685 Arbitrage : Jose Katemo |
| 17:00            | rapport                      |       |          | Indoor stadium Huamark, Bangkok Spectateurs : 5 685 Arbitrage : Jose Katemo | Indoor stadium Huamark, Bangkok Spectateurs : 5 685 Arbitrage : Jose Katemo |

### Finale
Le Brésil bat l'Espagne en finale de la Coupe du monde de football, dimanche 18 novembre, sur le score de 3-2 après prolongations. Après une première période vierge de buts, Neto ouvre le score pour le Brésil, puis Torras et Aicardo permettent à l'équipe européenne de passer en tête. Les Brésiliens obtiennent la prolongation puis Neto frappe à nouveau, à 19 seconde de la fin.
Le capitaine de la sélection espagnole Kike Boned prend sa retraite internationale après sa quatrième finale de Coupe du monde personnelle, perdant les deux dernières après deux succès pour débuter.
| Titulaires :    |           |  |
|                 |           |  |
| 12              | Juanjo    |  |
| 3               | Aicardo   |  |
| 5               | Fernandao |  |
| 8               | Kike      |  |
| 14              | Alemao    |  |
|                 |           |  |
| Remplaçants :   |           |  |
| 2               | Ortiz     |  |
| 4               | Torras    |  |
| 6               | Alvaro    |  |
| 7               | Miguelín  |  |
| 9               | Lozano    |  |
| 10              | Borja     |  |
| 11              | Lin       |  |
|                 |           |  |
| Sélectionneur : |           |  |
| Venancio Lopez  |           |  |

| Titulaires :    |             |  |
|                 |             |  |
| 2               | Tiago       |  |
| 6               | Gabriel     |  |
| 8               | Simi        |  |
| 10              | Fernandinho |  |
| 11              | Neto        |  |
|                 |             |  |
| Remplaçants :   |             |  |
| 4               | Ari         |  |
| 5               | Rafael      |  |
| 7               | Vinicius    |  |
| 9               | Je          |  |
| 12              | Falcao      |  |
| 14              | Rodrigo     |  |
|                 |             |  |
| Sélectionneur : |             |  |
| Marcos Sorato   |             |  |

| Titulaires :    |           |  |
|                 |           |  |
| 12              | Juanjo    |  |
| 3               | Aicardo   |  |
| 5               | Fernandao |  |
| 8               | Kike      |  |
| 14              | Alemao    |  |
|                 |           |  |
| Remplaçants :   |           |  |
| 2               | Ortiz     |  |
| 4               | Torras    |  |
| 6               | Alvaro    |  |
| 7               | Miguelín  |  |
| 9               | Lozano    |  |
| 10              | Borja     |  |
| 11              | Lin       |  |
|                 |           |  |
| Sélectionneur : |           |  |
| Venancio Lopez  |           |  |

| Titulaires :    |             |  |
|                 |             |  |
| 2               | Tiago       |  |
| 6               | Gabriel     |  |
| 8               | Simi        |  |
| 10              | Fernandinho |  |
| 11              | Neto        |  |
|                 |             |  |
| Remplaçants :   |             |  |
| 4               | Ari         |  |
| 5               | Rafael      |  |
| 7               | Vinicius    |  |
| 9               | Je          |  |
| 12              | Falcao      |  |
| 14              | Rodrigo     |  |
|                 |             |  |
| Sélectionneur : |             |  |
| Marcos Sorato   |             |  |

## Statistiques et récompenses

### Classement des équipes

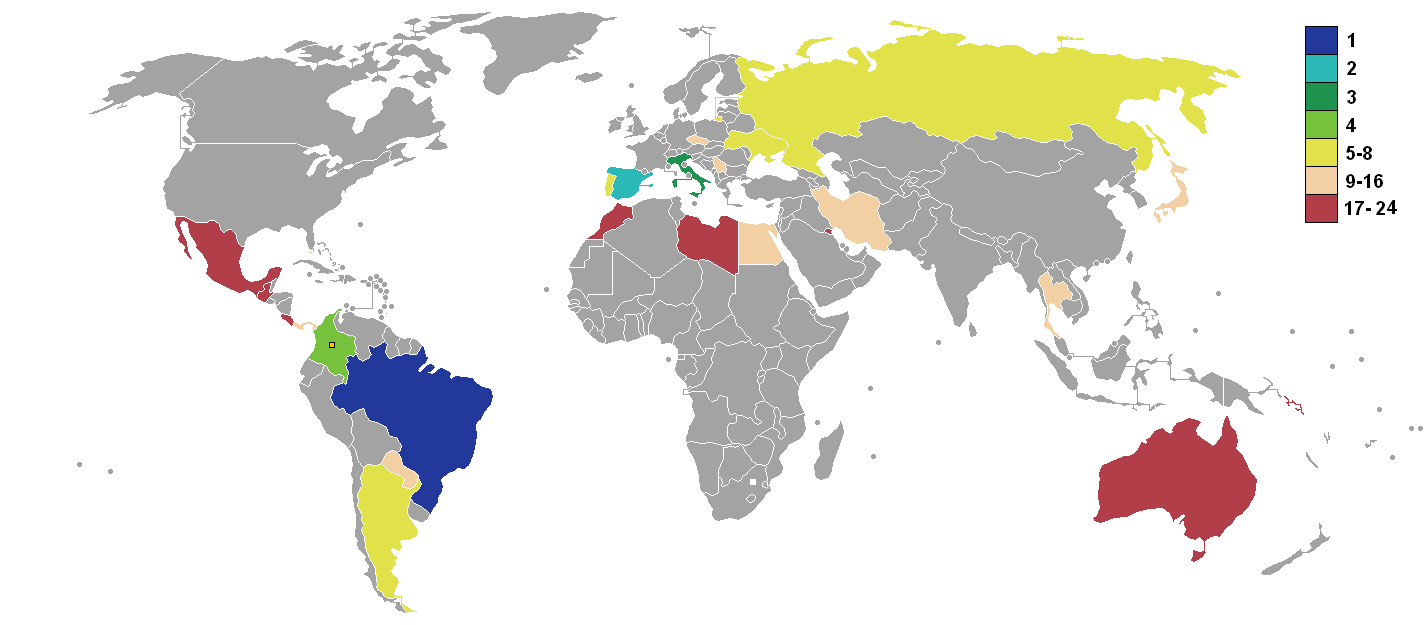
Classement de la coupe du monde :

- Champion du monde
- Vice-champion du monde
- Troisième
- Quatrième
- Quarts de finale
- 8e de finale
- Premier tour

### Prix
Neto, auteur d'un doublé décisif en finale contre l'Espagne, est élu meilleur joueur du tournoi, devant Kike Boned qui se contente du Ballon d'Argent et Ricardinho du bronze.
Quant au meilleur gardien du tournoi, le Gant d'Or est revenu à l'Italien Stefano Mammarella, tandis que le trophée du Fair Play est décerné à l'Argentine.
| Meilleur joueur               | Meilleur gardien   | Prix du fair-play |
| ----------------------------- | ------------------ | ----------------- |
| 1. Neto 2. Kike 3. Ricardinho | Stefano Mammarella | Argentine         |

### Meilleurs buteurs
Le Russe Eder Lima remporte le Soulier d'or du meilleur buteur, devant l'Italien Rodolfo Fortino et le Brésilien Fernandinho.
| #                  | Joueur          | Équipe | Buts |
| ------------------ | --------------- | ------ | ---- |
| Médaille d'or      | Eder Lima       | Russie | 9    |
| Médaille d'argent  | Rodolfo Fortino | Italie | 8    |
| Médaille de bronze | Fernandinho     | Brésil | 7    |

### Bilan par confédération
| Confédération | Premier tour | Huitièmes de finale | Quarts de finale | Demi-finales | Finale | Victoire |
| ------------- | ------------ | ------------------- | ---------------- | ------------ | ------ | -------- |
| CONMEBOL      | 4            | 4                   | 3                | 2            | 1      | 1        |
| UEFA          | 7            | 7                   | 5                | 2            | 1      | -        |
| CONCACAF      | 4            | 1                   | -                | -            | -      | -        |
| AFC           | 5            | 3                   | -                | -            | -      | -        |
| CAF           | 3            | 1                   | -                | -            | -      | -        |
| OFC           | 1            | -                   | -                | -            | -      | -        |
| Total         | 24           | 16                  | 8                | 4            | 2      | 1        |